# Phyteuma spicatum
Phyteuma spicatum is een plant uit de klokjesfamilie (Campanulaceae). In de Benelux komen van nature twee ondersoorten voor:
- Zwartblauwe rapunzel (Phyteuma spicatum subsp. nigrum)
- Witte rapunzel (Phyteuma spicatum subsp. spicatum)

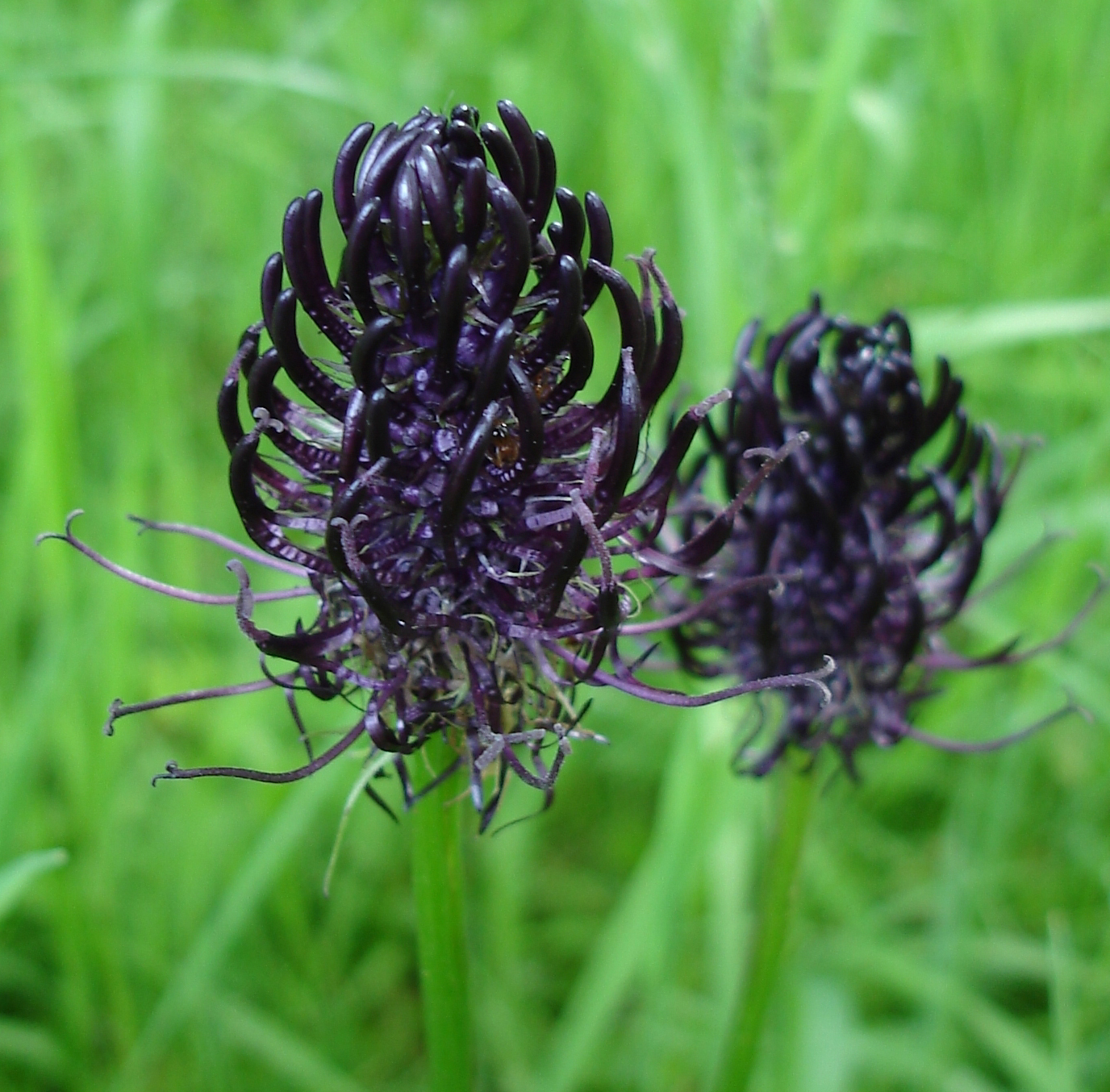
Zwartblauwe rapunzel